# Chalain-le-Comtal
Chalain-le-Comtal é uma comuna francesa na região administrativa de Auvérnia-Ródano-Alpes, no departamento de Loire. Estende-se por uma área de 18,36 km². Em 2010 a comuna tinha 717 habitantes (densidade: 39,1 hab./km²).